# Le Banquet (album)
Pour les articles homonymes, voir Le Banquet.
 (février 2020).
Albums de Gérard Ansaloni
La Mort de la Vierge
(2002)
Le Banquet est le premier album de l'auteur-compositeur-interprète Gérard Ansaloni produit par les éditions Saravah et distribué en France et dans le monde par Média7 en 1995.
L'œuvre a été enregistrée au studio Universal Records à La Varenne par Jacques Dompierre et Dominique Bouvier

## Présentation
Aujourd'hui considéré comme l'album qui a ouvert les portes du Slam en France,, ce disque reprend les principes de base de la psalmodie et de la déclamation en évitant toutefois les travers du style déclamatoire. La musique composée par l'auteur fait appel aux ressources de l'harmonie tonale et de l'orchestre classique tout en empruntant les chemins du dodécaphonisme dans l'élaboration de certains thèmes.
À noter une rapide intervention de l'accordéoniste Daniel Mille.

## Liste des titres
Toutes les chansons sont écrites et composées par Gérard Ansaloni, sauf mention.
| No | Titre                                            | Durée |
| -- | ------------------------------------------------ | ----- |
| 1. | Le Banquet                                       | 3:40  |
| 2. | 1962                                             | 3:11  |
| 3. | Le Temps est proche où nous devrons...           | 3:14  |
| 4. | Si j'en crois ma mémoire...                      | 3:21  |
| 5. | Nous aurons paraît-il dans un autre plus tard... | 4:19  |
| 6. | Le Cerisier                                      | 3:31  |
| 7. | Étrennes                                         | 3:35  |
| 8. | Épousailles (Texte de Guillaume Apollinaire)     | 1:50  |
| 9. | La nuit de Triptolème                            | 18:08 |